# Bendegúz Bolla
Bendegúz Bence Bolla (sinh ngày 22 tháng 11 năm 1999) là một cầu thủ bóng đá chuyên nghiệp người Hungary hiện đang chơi cho câu lạc bộ Grasshopper Club Zürich, theo dạng cho mượn từ Wolverhampton Wanderers, và Đội tuyển Hungary. Bolla được ra mắt đội tuyển Hungary vào năm 2021 khi mà cầu thủ này được điền tên vào danh sách dự Euro 2020 của đội tuyển Hungary.